# 珊瑚大三角

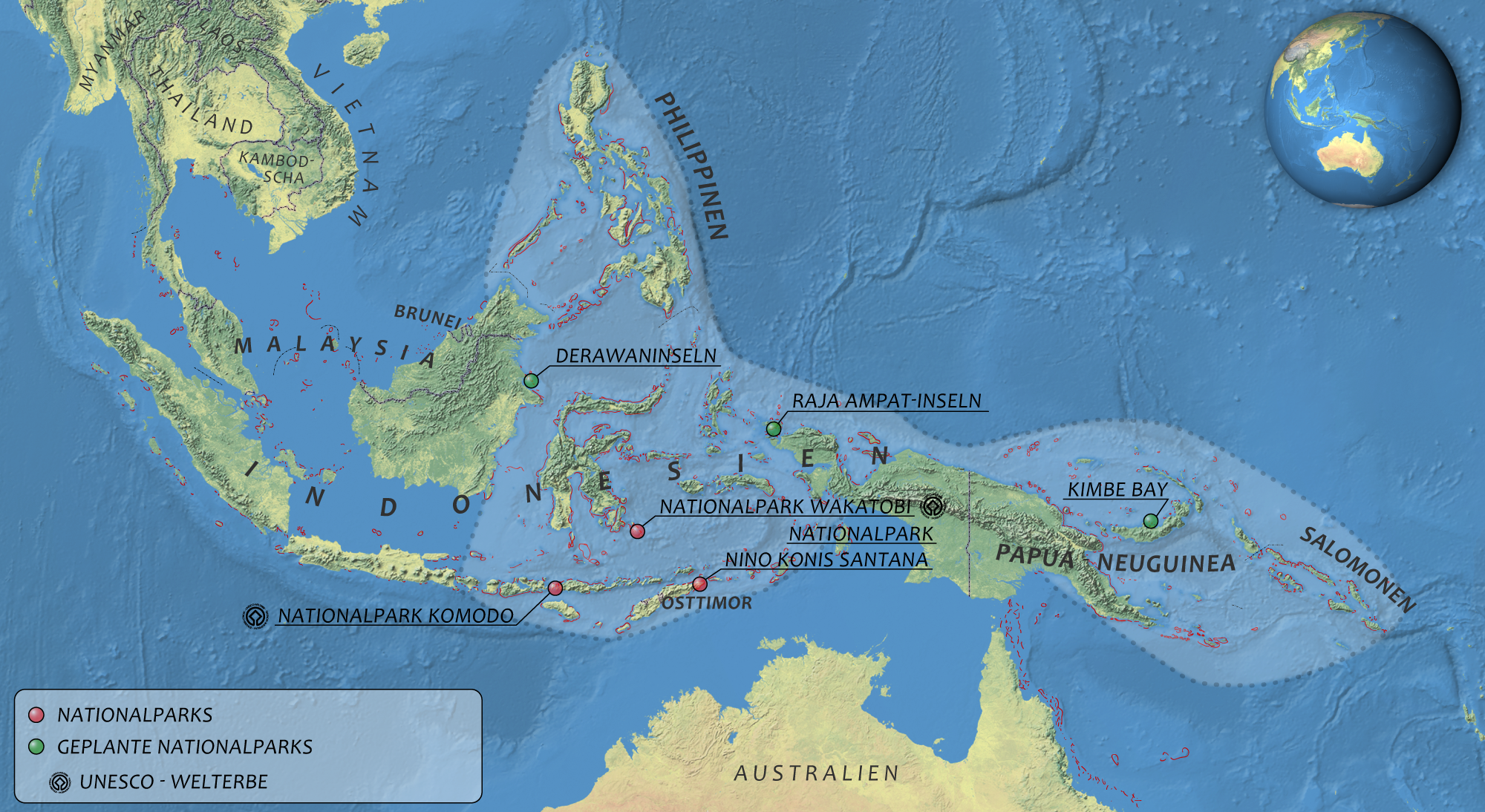
圖中淺藍色為珊瑚大三角的範圍

珊瑚大三角（英语：Coral Triangle），或稱珊瑚金三角、珊瑚三角區，是印度尼西亚、馬來西亞、巴布亚新几内亚、菲律宾、索羅門群島和东帝汶之間的海域，佔全世界約1.2%面積，涵蓋印尼-菲律賓和太平洋遠西南兩個生態區域，有全世界多樣性最高的造礁珊瑚生態系，是全球重要的生物多樣性熱點。

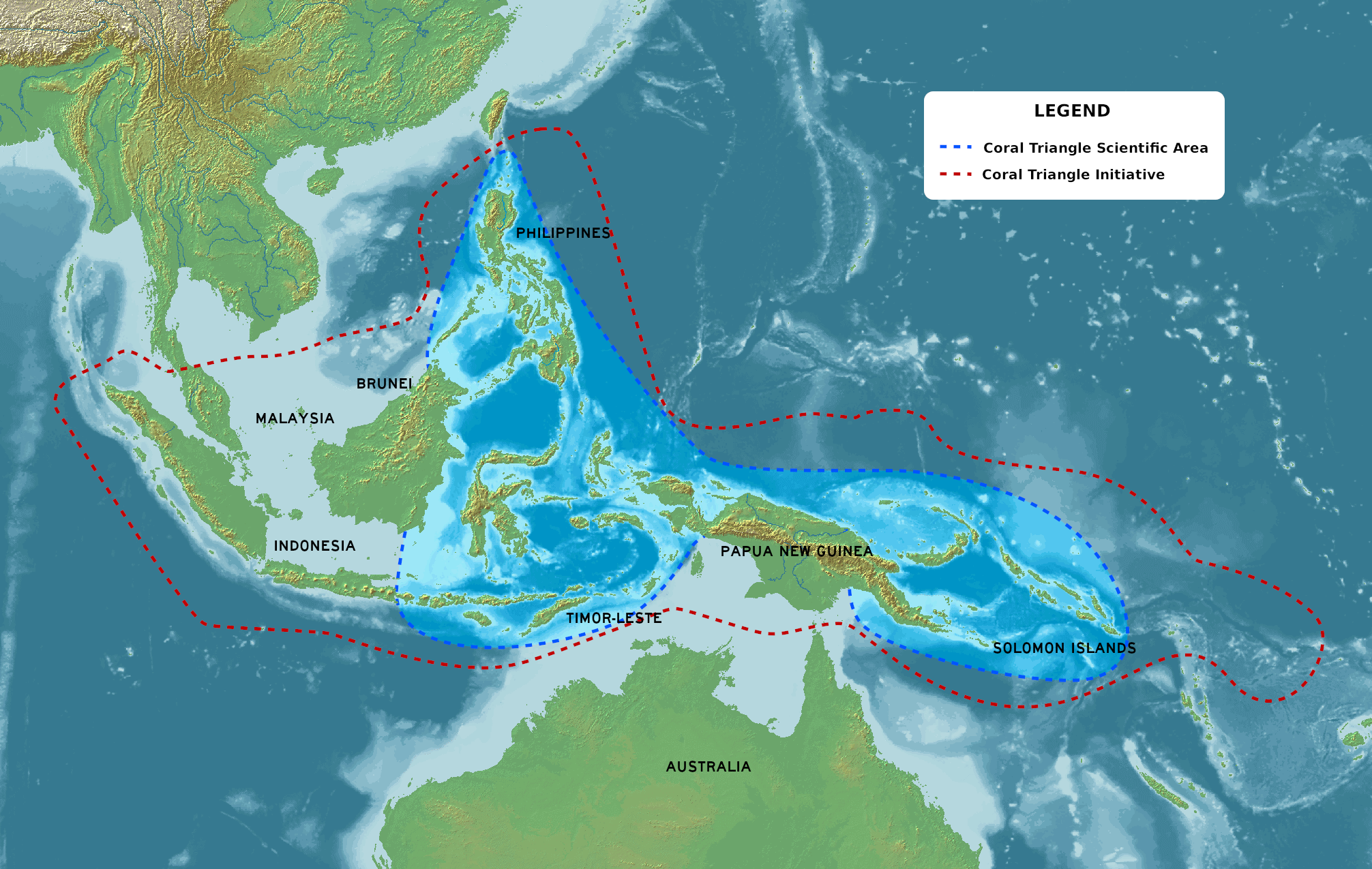
珊瑚大三角和参与珊瑚大三角倡议的国家

珊瑚大三角容納全世界30%珊瑚礁、約600種造礁珊瑚、超過兩千種珊瑚魚、供養6種海龜，是全球鮪魚的重要繁殖區，藍鯨與抹香鯨自南極洲回到該海域繁殖。
珊瑚大三角是吸納全球溫室氣體的重要碳匯，也有海中亞馬遜之稱，也是逾1.2億人口賴以維生的家園，以及風災下的庇護。約225萬漁民依賴珊瑚大三角維持生計。如2002年估計漁獲交易產值就達8.1億美金。88%的珊瑚礁面臨過度捕撈和炸魚的威脅，其中印尼漁業活動大受批評。該區觀光業發達，繽紛的生態景觀吸引遊客潛水的同時，也可能帶來破壞。而珊瑚白化也是該區一大問題。

## 珊瑚多樣性熱點

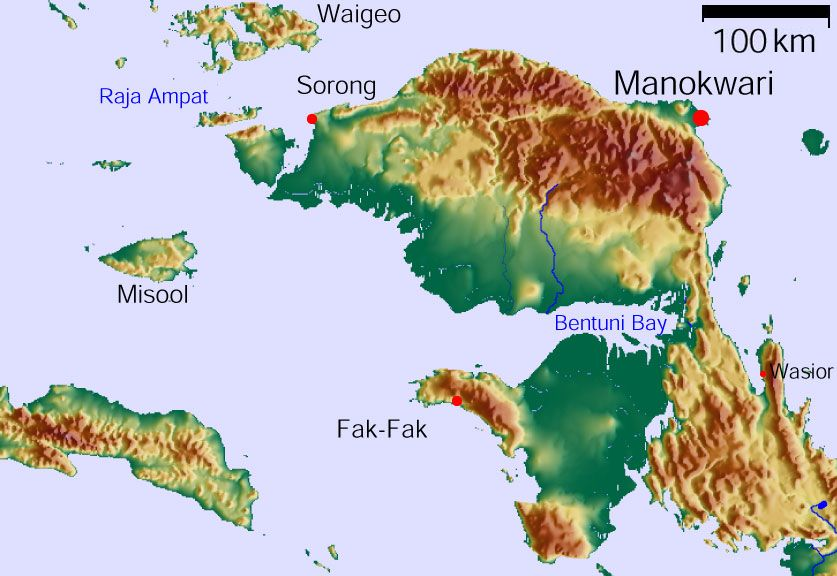
鳥頭半島位置

珊瑚種類的多樣性熱點位在印度尼西亚的鳥頭半島周圍海域，孕育574種珊瑚，相當於整個珊瑚大三角95%物種，以及全球72%物種。而四王群島海域又是當中的精華地帶，擁有553種珊瑚。

## 保育計畫

珊瑚大三角倡议之Logo

自1980年代起，世界自然基金會贊助該地研究計畫，以及與當地政府與漁業協會的合作，以求經濟與生態間的平衡。
為保持物種多樣性，世界自然基金會提倡使用友善環境及資源永續的漁法，限制過度捕撈，打擊非法漁業，同時也顧及當地居民權益，在設立的保護區內，實施有效的限額捕撈管理，也加強保護海龜。
2000年，大自然保護協會於峇里島成立了工作中心，目標成立珊瑚大三角保護區。
大自然保護協會與印尼的國家海洋漁業署的海洋保護委員會緊密合作，委員會推行漁業與海洋管理的建議政策。技術面支持研究工作，也希望影響政界，並偕同媒體，對當地民眾展開海洋保育的宣導教育。
2007年9月，亞太經合組織啟動珊瑚大三角倡议（Coral Triangle Initiative, CTI）。
2008年，世界自然基金會啟動珊瑚大三角專案，支持CTI。
2009年5月15日，印度尼西亚、馬來西亞、巴布亚新几内亚、菲律宾、索羅門群島和东帝汶等六國政府高層代表，於印尼北苏拉威西省美娜多簽署珊瑚礁保育協議，宣布成立涵蓋20%海岸線長度的海洋保護區，針對盜漁行為加重處罰。印尼提議於其轄內薩武海劃設390萬公頃的保留區。
2012年起，6月9日訂為珊瑚大三角日（Coral Triangle Day）。

## 國家公園與保護區
- 印尼布納肯國家公園
- 印尼科莫多國家公園
- 印尼瓦卡托比國家公園

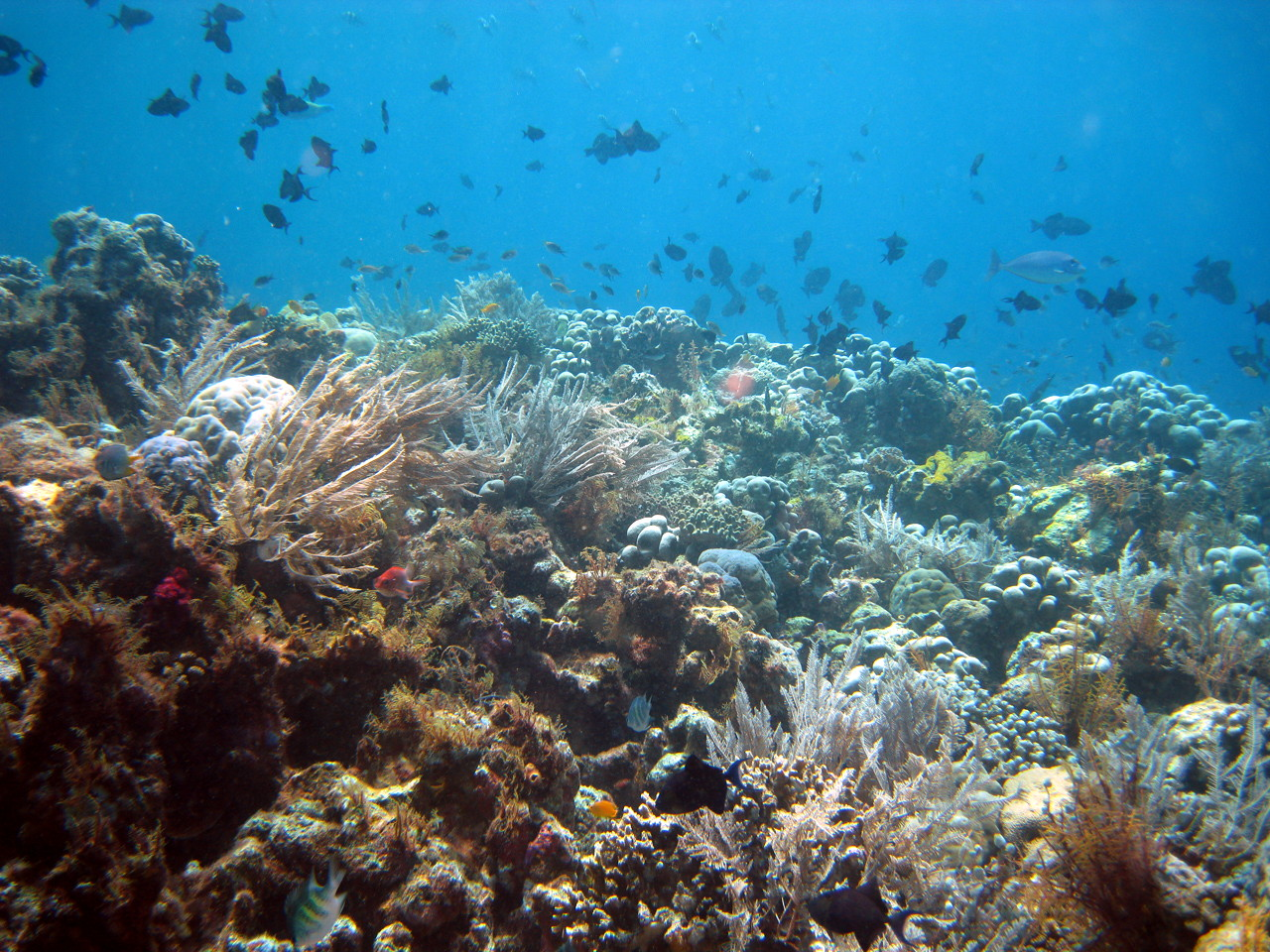
瓦卡托比國家公園的珊瑚礁

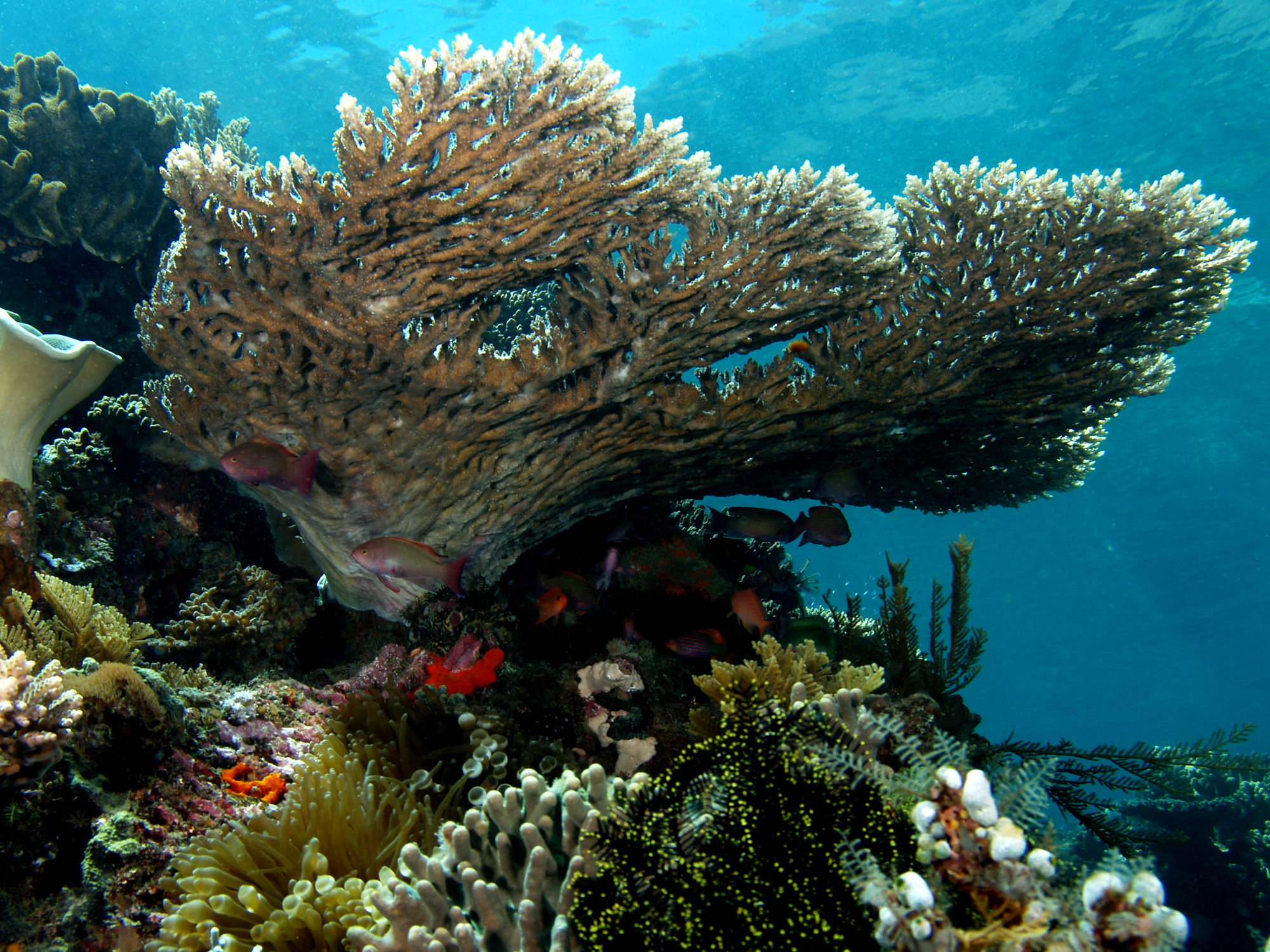
攝於东帝汶馬納圖托海域的盤枝軸孔珊瑚

- 印尼四王群島（Raja Ampat Marine Recreation Park）
- 印尼德拉旺群島
- 印尼津貝灣
- 東帝汶尼諾科尼斯桑塔納國家公園

## 資料來源
1. ↑  .   [2022-05-24]. （原始内容存档于2022-04-08）.
2. ↑  .   [2022-05-24]. （原始内容存档于2022-05-24）.
3. 1 2  .   [2022-05-24]. （原始内容存档于2022-05-26）.
4. ↑  Weeks, Rebecca; Aliño, Porfirio M.; Atkinson, Scott; Beldia, Pacifico; Binson, Augustine; Campos, Wilfredo L.; Djohani, Rili; Green, Alison L.; Hamilton, Richard; Horigue, Vera; Jumin, Robecca; Kalim, Kay; Kasasiah, Ahsanal; Kereseka, Jimmy; Klein, Carissa; Laroya, Lynette; Magupin, Sikula; Masike, Barbara; Mohan, Candice; Da Silva Pinto, Rui Miguel; Vave-Karamui, Agnetha; Villanoy, Cesar; Welly, Marthen; White, Alan T.  (PDF). Coastal Management. 4 March 2014, 42 (2): 183–205. Bibcode:2014CoasM..42..183W. doi:10.1080/08920753.2014.877768 . （英文）
5. ↑  Gray, Alex. . Global Agenda (World Economic Forum). 13 September 2018  [20 November 2020]. （英文）
6. 1 2  .   [2022-05-24]. （原始内容存档于2020-12-03）.
7. ↑  .   [2022-05-24]. （原始内容存档于2020-10-23）.
8. ↑  .   [2022-05-24]. （原始内容存档于2022-03-21）.
9. ↑  .   [2022-07-08]. （原始内容存档于2021-06-09）.